# Adam Redzik
Adam Janusz Redzik (ur. 6 maja 1977 w Łukowie) – polski prawnik i historyk, sędzia Sądu Najwyższego, profesor nauk społecznych w dyscyplinie nauki prawne, profesor w Instytucie Profilaktyki Społecznej i Resocjalizacji Uniwersytetu Warszawskiego, w latach 2006–2018 redaktor prowadzący „Palestry”, redaktor naczelny „Głosu Prawa”. Specjalizuje się w zakresie historii prawa, historii nauki, prawa porównawczego, penitencjarystyki, międzynarodowego prawa karnego, organizacji i deontologii zawodów prawniczych. Autor kilkuset publikacji naukowych i popularnonaukowych.

## Życiorys
Ukończył studia historyczne (2001) i prawnicze (2003) na Katolickim Uniwersytecie Lubelskim, a następnie uzyskał doktoraty z nauk humanistycznych (Katolicki Uniwersytet Lubelski, 2005) i nauk prawnych (Uniwersytet Jagielloński, 2007) oraz stopień doktora habilitowanego nauk prawnych (Uniwersytet Jagielloński, 2013). W 2024 r. uzyskał tytuł profesora nauk społecznych w dyscyplinie nauki prawne. 
Specjalizuje się w historii i teorii prawa, historii nauki i prawie porównawczym. Jest profesorem nadzwyczajnym i kierownikiem Zakładu Prawa i Polityki Penitencjarnej w Instytucie Profilaktyki Społecznej i Resocjalizacji na Wydziale Stosowanych Nauk Społecznych i Resocjalizacji Uniwersytetu Warszawskiego. Od 2006 do października 2018 był redaktorem „Palestry”. Do 10 kwietnia 2010 r. był redaktorem prowadzącym i współpracownikiem redaktora naczelnego Stanisława Mikke, który w 2005 r. zaprosił go do pracy w redakcji, następnie do 2018 r. był zastępcą redaktora naczelnego Czesława Jaworskiego. Od 2018 r. jest redaktorem naczelnym „Głosu Prawa. Przeglądu Prawniczego Allerhanda”.
W latach 2007–2013 był wykładowcą, adiunktem, na Wydziale Prawa i Administracji Uniwersytetu Kardynała Stefana Wyszyńskiego w Warszawie, a w latach 2006–2010 był wykładowcą Akademii Humanistycznej im. Aleksandra Gieysztora w Pułtusku.
W latach 2001–2005 był stypendystą Europejskiego Kolegium Polskich i Ukraińskich Uniwersytetów, a w latach 2007 i 2008 stypendystą Fundacji na rzecz Nauki Polskiej – w ramach programu START. W 2017 r. stypendysta Fundacji Lanckorońskich do Londynu. Jest jednym z fundatorów Instytutu Allerhanda, członkiem jego Rady Głównej.
Opublikował kilkaset opracowań naukowych i popularnych z zakresu historii prawa, prawa konstytucyjnego i międzynarodowego, organizacji i dziejów adwokatury, prawa porównawczego, etyki prawniczej, prawa karnego i więziennictwa, prawa prywatnego porównawczego, w tym handlowego, a także historii nauki, kultury, muzyki i kina. Artykuły zamieszcza w czasopismach: „Palestra”, „Państwo i Prawo”, „Rejent”, „Przegląd Prawa Handlowego”, „Przegląd Sejmowy”, „Kwartalnik Prawa Prywatnego”, „Rocznik Lwowski”, „Galicja” i innych. Publikował też w „Rzeczpospolitej”, „Dzienniku Gazecie Prawnej”, „Tygodniku Powszechnym”, „Kurierze Galicyjskim”. Wygłosił wykład w ramach LXV Spotkań Ossolińskich. Występuje jako ekspert z zakresu międzynarodowego prawa karnego oraz historii nauki i kina w radio. Współautor Słownika inteligencji polskiej w ZSRS 1945–1991 pt. „Zostali na Wschodzie”.
W 2018 w trakcie kryzysu wokół Sądu Najwyższego w Polsce zgłosił swoją kandydaturę na sędziego Izby Kontroli Nadzwyczajnej i Spraw Publicznych Sądu Najwyższego. 28 sierpnia 2018 Prezydium Naczelnej Rady Adwokackiej odwołało go uchwałą (bez uzasadnienia) ze stanowiska zastępcy redaktora naczelnego „Palestry”, zaś nazajutrz Naczelna Rada Adwokacka przyjęła uchwałę, że udział adwokatów w naborze do Sądu Najwyższego „stoi w sprzeczności z wartościami, jakimi kieruje się Adwokatura”. 10 października 2018 prezydent Andrzej Duda powołał go do pełnienia urzędu sędziego Sądu Najwyższego. 
Postanowieniem Prezydenta RP Andrzeja Dudy z 27 czerwca 2024 uzyskał tytuł naukowy profesora nauk społecznych w dyscyplinie nauki prawne. 

## Wybrane publikacje
Jest autorem kilkunastu książek, redaktorem kilkudziesięciu; autorem kilkuset tekstów naukowych i popularnonaukowych. 
Wybrane publikacje:

### Książki
- Wydział Prawa Uniwersytetu Lwowskiego w latach 1939–1946, Lublin: Towarzystwo Naukowe KUL 2006, ISBN 83-7306-254-8.
- Zarys historii samorządu adwokackiego w Polsce, Warszawa: Naczelna Rada Adwokacka 2007, s. 208; ISBN 83-915643-9-8; wyd. 2, Warszawa 2010, s. 215.
- Prawo prywatne na Uniwersytecie Jana Kazimierza we Lwowie, Warszawa: C.H.Beck 2009, s. 496, ISBN 978-83-255-0346-8.
- Themis i Pheme. Czasopiśmiennictwo prawnicze w Polsce do 1939, Warszawa: Wydawnictwo Iskry 2011, s. 658; [wspólnie ze Stanisławem Milewskim], ISBN 978-83-244-0158-1.
- Historia Adwokatury, Warszawa 2012, s. 400; [wspólnie z Tomaszem J. Kotlińskim]; ISBN 978-83-927035-7-0; wyd. 2 poprawione i uzupełnione, Warszawa 2012, s. 432; ISBN 978-83-927035-9-4; wyd. 3 poprawione i uzupełnione, Warszawa 2014, s. 432, ISBN 978-83-9347-96-5-8.
- Stanisław Starzyński (1853–1935) a rozwój polskiej nauki prawa konstytucyjnego, Warszawa-Kraków: Instytut Allerhanda, Wydawnictwo Wysoki Zamek 2012, s. 356, ISBN 978-83-931373-2-9.
- Historia ustroju Adwokatury Polskiej w źródłach, Warszawa 2013, s. 448; ISBN 978-83-934796-4-1; [współautorzy: Tomasz J. Kotliński, Marcin Zaborski].
- Academia Militans. Uniwersytet Jana Kazimierza we Lwowie, całość zredagował, wstępem i zakończeniem opatrzył.... Kraków: Wysoki Zamek 2015, s. 1302 [współautorzy: Roman Duda, Marian Mudryj, Łukasz Tomasz Sroka, Wanda Wojtkiewicz-Rok, Józef Wołczański, Andrzej Kajetan Wróblewski] ISBN 978-83-943785-5-4; wydanie 2. poprawione, Kraków 2017, s. 1312, ISBN 978-83-947365-7-6.
- Rafał Lemkin (1900-1959) – co-creator of international criminal law. Short biography, Warsaw 2017, s. 70, ISBN 978-83-931111-3-8.

### Książki zredagowane, przetłumaczone
- Jakub Honigsman, Zagłada Żydów lwowskich (1941–1944), przekład i opracowanie: Adam Redzik, Warszawa: Żydowski Instytut Historyczny 2007, s. 116, ISBN 978-83-85888-42-0.
- Joanna Ostrowska, Tak musiało być. Wspomnienia, opracował Adam Redzik, Warszawa-Łomianki: LTW 2008, s. 152, ISBN 978-83-7565-019-8.
- Adwokaci polscy Ojczyźnie – Polish advocates in the service of their Homeland, edited by Stanisław Mikke, Adam Redzik, Warszawa: Naczelna Rada Adwokacka 2008, s. 224; ISBN 978-83-927035-0-1; wydanie 2. uzupełnione, Warszawa: Naczelna Rada Adwokacka 2011, s. 232, ISBN 978-83-927035-5-6.
- Stanisław Mikke, Bez togi …o prawie, historii, psychologii oraz obowiązkach względem Ojczyzny i Adwokatury, redakcja i posłowie Adam Redzik, przedmowa Czesław Jaworski, Warszawa: NRA 2011, s. 518, ISBN 978-83-927035-4-9.
- Krzysztof Pol, Poczet Prawników Polskich XIX i XX wieku, wyd. 2., przejrzał i uzupełnił Adam Redzik, Warszawa: C.H.Beck 2011, s. 1256 + XLIV; (także Wstęp do wydania drugiego, s. XXXVII–XLIV), ISBN 978-83-255-1718-2.
- Leszek Allerhand, Żydzi Lwowa. Opowieść, przedmowa Adam Redzik, zredagował i uzupełnił Janusz Kanimir, Kraków-Warszawa 2010; ISBN 978-83-931113-0-5; 978-83-931222-0-2.
- Maurycy Allerhand, Leszek Allerhand, Zapiski z tamtego świata. Zagłada we Lwowie w dzienniku Profesora i wspomnieniach jego wnuka, posłowie Adam Redzik, red. Adam Redzik, Jacek Tokarski, Kraków: Instytut Allerhanda, Wydawnictwo Wysoki Zamek 2011, s. 168; ISBN 978-83-931222-1-9; 978-83-931373-8-1; wyd. 3, Kraków: Wysoki Zamek 2023, ss. 202 ISBN 978-83-966500-5-4

- Aleksander Doliński, Austryackie prawo spółek z ograniczoną odpowiedzialnością, w serii:  Biblioteka Głosu Prawa - Fontes 1, Warszawa  2021 [reedycja monografii z 1909 r., przedmowa Adam Redzik, Paweł Zdanikowski] ISBN 978-83-957748-1-2
- Kazimierz Przybyłowski, Klauzula rebus sic stantibus w rozwoju historycznym oraz jej renesans w dobie współczesnej, w serii: Biblioteka Głosu Prawa - Fontes 3, Warszawa 2022 [redakcja Adam Redzik, przedmowa Andrzej Mączyński] ISBN 978-83-957748-0-5
- Juliusz Makarewicz, Prawo karne, wykład porównawczy z uwzględnieniem prawa obowiązującego w Rzeczypospolitej Polskiej, w serii: Biblioteka Głosu Prawa - Fontes 4, Warszawa 2022 [redakcja i przedmowa Adam Redzik] ISBN 978-83-957748-3-6
- Włodzimierz Werhanowski, Znaczenie interesu prawnego i zarzut kompensaty w procesie cywilnym, w serii: Biblioteka Głosu Prawa - Fontes 5, Warszawa 2023 [redakcja Adam Redzik, przedmowa Monika Strus-Wołos]  ISBN 978-83-957748-4-3